# Bryconamericus uporas
Bryconamericus uporas är en fiskart som beskrevs av Casciotta, Azpelicueta och Almirón 2002. Bryconamericus uporas ingår i släktet Bryconamericus och familjen Characidae. Inga underarter finns listade.